# Gadar: Ek Prem Katha

Gadar: Ek Prem Katha ou Gadar est un film d'Anil Sharma sorti en 2001.

## Synopsis
Août 1947, dans le contexte de la partition de l’Inde et la formation du Pakistan, l’exode de millions de personnes commence. À Amritsar, les hindous traquent les musulmans pour répondre au massacre d’hindous, venus du Punjab du Nord, orchestré par la population musulmane. Il est alors temps pour la famille de Sakeena (Amisha Patel), de communauté musulmane, de rejoindre le Pakistan pour leur sécurité. À la gare, dans la cohue générale, Sakeena est séparée de ses parents et est poursuivi par des hindous et des sikhs. Tara Singh (Sunny Deol), l’ami de Sakeena et de communauté sikh, la sauve de la mort, malgré la rancœur qu’il éprouve après la mort de ses parents et de ses sœurs tués par les musulmans. Sakeena, persuadée de la mort de sa famille, finit par aimer et épouser Tara Singh avec qui elle a un fils et décide de rester en Inde. Tout va bien jusqu’au jour où elle découvre dans le journal, que son père (Amrish Puri) est toujours vivant et qu’il est devenu maire de Lahore. Sakeena décide alors de retrouver sa famille au Pakistan.

## Fiche technique
- Titre original : Gadar: Ek Prem Katha
- Réalisateur : Anil Sharma
- Producteur : Nittin Keni
- Musique : Uttam Singh
- Paroles : Anand Bakshi
- Action : Tinu Verma
- Costumes : Bhavna
- Chorégraphies: Jay Borde
- Photographie : Najeeb Khan
- Durée : 190 minutes
- Langue : Hindi
- Pays : Inde
- Genre : masala
- Sortie : 15 juin 2001

## Distribution
- Sunny Deol : Tara Singh
- Amisha Patel : Sakeena
- Amrish Puri : le père de Sakeena
- Vivek Shaq : Dharamayan Singh
- Om Puri : Narrateur